# خصومت (آلبوم)
خصومت (به انگلیسی: Bad Blood) و به شیوه نوشتاری BΔD BLOOD نخستین آلبوم استودیویی گروه موسیقی انگلیسی، باستیل است که در تاریخ ۴ مارس ۲۰۱۳ در انگلستان منتشر شد. این آلبوم در لندن ضبط شده‌است.

## لیست آهنگ‌ها
متن همهٔ ترانه‌ها توسط دن اسمیت نوشته شده‌است.
| شماره | نام                                | مدت  |
| ----- | ---------------------------------- | ---- |
| ۱.    | «پمپئی»                            | ۳:۳۴ |
| ۲.    | «چیزهایی که در آتش از دست داده‌ایم» | ۴:۰۱ |
| ۳.    | «خصومت»                            | ۳:۳۳ |
| ۴.    | «محظوظ»                            | ۳:۲۶ |
| ۵.    | «این خیابان‌ها»                     | ۲:۵۵ |
| ۶.    | «بار زندگی، بخش اول»               | ۲:۵۵ |
| ۷.    | «ایکاروس»                          | ۳:۴۵ |
| ۸.    | «فراموشی»                          | ۳:۱۶ |
| ۹.    | «عیبها»                                   | ۳:۳۸ |
| ۱۰.   | «دانیال در لانه»                   | ۳:۰۹ |
| ۱۱.   | «لورا پالمر»                       | ۳:۰۶ |
| ۱۲.   | «رسیدن به خانه»                    | ۳:۱۱ |